# متحف العلا
متحف العلا هو متحف للحضارة والتاريخ الخاصة بمنطقة العلا. ويقع المتحف في محافظة العلا، منطقة المدينة المنورة في السعودية. ويتبع الهيئة العامة للسياحة والتراث الوطني. وقد تم بناء المتحف عام ( 1405هـ ) الموافق 1985م على أرض مساحتها 10380متر مربع، وافتتح لاستقبال الزوار عام (1407هـ) الموافق 1987م.

## الموقع
يقع المتحف في محافظة العلا في منطقة المدينة المنورة.

## مكونات ومقتنيات المتحف

### مكونات المتحف
- الإدارة.
- معامل المساحة والرسم .
- معامل التصوير .
- معامل الترميم والمختبر .
- قاعة العرض التلفزيوني .
- سكن الباحثين .
- المكتبة : وتضم مجموعة من الكتب المتخصصة بالإضافة إلى بعض الدوريات والنشرات .
- المستودعات .

### قاعات العروض المتحفية
- صالة المدخل : تحتوي على لوحات نصية، وخرائط توضح المواقع الأثرية بالعلا، ومجسم لإحدى واجهات مدائن صالح, وشبكة المتاحف بالمملكة، وصور فوتوغرافية وقطع تراثية .
- جناح ما قبل التاريخ : يتم فيه عرض نصوص وصور تتحدث عن بداية الإنسان ونشأة الأرض والطبقات الجيولوجية بها، والعصور الحجرية وأدواتها .
- جناح عصور ما قبل الإسلام : يبدأ من ما بعد العصور الحجرية حتى العصر الجاهلي، ويتم فيه عرض مجموعة من القطع الأثرية ولوحات من النقوش والكتابات الصخرية، بالإضافة إلى نصوص وصور تحكي عن فترات ما قبل الإسلام، وأهم المواقع الأثرية، مثل: موقع الحجر (مدائن صالح) والخريبة بالعلا.
- جناح الفترة الإسلامية : يتحدث عن بداية هجرة الرسول صلى الله عليه وسلم إلى المدينة المنورة وعهد الخلفاء الراشدين، والفترات الإسلامية المتتالية بالإضافة إلى عرض مجموعة من القطع الآثارية المختلفة، ولوحات تتضمن نصوصًا وصورًا ومخططات تعود إلى هذه الفترة، والمواقع التي تنتمي لها بمحافظة العلا مثل موقع المابيات الأثري.
- جناح توحيد المملكة : يتحدث عن بداية الدولة السعودية الأولى إلى عصرنا الحاضر، وذلك بعرض لوحات وصور وأفلام عن فترات الدولة السعودية بالإضافة إلى مجموعة مختارة من القطع التراثية من العلا.

ويجري العمل حالياً على إعداد الدراسات والسيناريوهات الخاصة بالعرض المتحفي لإنشاء متحف بمواصفات عالمية حديثة.

## مواعيد الزيارة
- الفترة الصباحية من الساعة ( 8 ) حتى الساعة ( 12 ) ظهرًا .
- الفترة المسائية من الساعة ( 5 ) حتى الساعة ( 7 ) مساءً.

## العنوان
مدينة العلا ــ المملكة العربية السعودية ـــ الهيئة العامة للسياحة والآثار ـ متحف العلا .
هاتف: (014-8841536) ـ فاكس: (014-8840585)